# جخچینگتس
جخچینگتس (به لهستانی:  Dziechciniec) یک روستا در لهستان است که در گمینا ویانزوونا واقع شده‌است. جخچینگتس ۴۰۰ نفر جمعیت دارد.